# Simulium shoae
Simulium shoae är en tvåvingeart som beskrevs av Jean Charles Marie Grenier och Ovazza 1956. Simulium shoae ingår i släktet Simulium och familjen knott.
Artens utbredningsområde är Etiopien. Inga underarter finns listade i Catalogue of Life.